# Frigidopyrenia bryospila
Frigidopyrenia bryospila är en svampart som först beskrevs av William Nylander och fick sitt nu gällande namn av Grube. 
Frigidopyrenia bryospila ingår i släktet Frigidopyrenia och familjen Xanthopyreniaceae. Arten är reproducerande i Sverige. Inga underarter finns listade i Catalogue of Life.